# Phialacanthus
Phialacanthus, biljni rod iz porodice primogovki smješten u podtribus Graptophyllinae, dio tribusa Justicieae, potporodica Acanthoideae. Sastoji se od 5 vrsta, 4 endema iz poluotočne Malezije i jedan iz Arunachal Pradesha
Tipična vrsta je Phialacanthus griffithii Benth., grm iz istočne Himalaje sa Mishmi Hillsa.

## Vrste
1. Phialacanthus griffithii Benth. & Hook.f.
2. Phialacanthus major C.B.Clarke
3. Phialacanthus minor C.B.Clarke
4. Phialacanthus pauper (C.B.Clarke) Bremek.
5. Phialacanthus wrayi C.B.Clarke